# RADWIMPS
RADWIMPS(래드윔프스, 일본어: ラッドウインプス 랏도윈푸스[*])는 일본의 록 밴드이다. 소속 레이블은 EMI 뮤직 재팬이고 소속사는 voque ting이다. 줄여서 〈랏도〉라고 불리기도 한다.

## 구성원
- 노다 요지로 (野田洋次郎, 1985년 7월 5일~)
보컬, 기타를 담당하고 있다.
RADWIMPS의 모든 곡을 작사, 작곡하고있다.
게이오기주쿠대학 환경정보학과 졸업.
- 쿠와하라 아키라 (桑原彰, 1985년 4월 4일~)
기타를 담당하고 있다.
학창시절 자니즈 사무소오디션의 제3심사까지 남았으나, 백턴을 잘 하지 못해 낙선.
범프 오브 치킨의 열혈팬.
요코하마 학원 고등학교 졸업.
- 타케다 유스케 (武田祐介, 1985년 5월 24일~)
베이스 기타를 담당하고 있다.
- 야마구치 사토시 (山口智史, 1985년 3월 20일~)
드럼을 담당하고있다. 좋아하는 가수는 스피츠와 HY이다.
2009년 2월 1일 결혼했다.[2]

## 내력
2001년, 노다 요지로가 중학교 시절 친구(래드윔프스의 전 멤버)에게 보컬 권유를 받아서 래드윔프스를 결성했다.
2003년 7월에 첫 앨범 《RADWIMPS》를 발매하지만, 노다의 대학 입시때문에 8월부터 활동을 쉬게된다.
- 2004년 3월, 밴드 활동을 재개. 다케다와 야마구치가 가입하여 현재 멤버가 완성된다.
- 2005년
  - 3월 - 2번째 앨범 《RADWIMPS 2~発展途上~》발매.
  - 11월 23일 - 싱글 〈25コ目の染色体〉로 메이져 데뷔. (도시바 EMI)
- 2006년
  - 2월 - 메이져 첫 앨범이자, 3번째 앨범인 《RADWIMPS 3~無人島に持っていき忘れた一枚~》가 오리콘 첫등장 13위를 기록.
  - 12월 - 4번째 앨범 《RADWIMPS 4~おかずのごはん~》가 오리콘 첫등장 5위를 기록.
- 2008년
  - 1월 23일 - 싱글 《오더메이드》를 발매한다. 첫 오리콘 1위 기록.[3]

## 음반 목록

### 싱글
|    | 싱글발매일       | 제목 | 최고순위 | 인증 | 수록 음반                   |
| -- | ---------------- | --- | -------- | ---- | --------------------------- |
| 1  | 2003년 5월 3일   | 모시모 (もしも 혹시나[*])                                                                                  | -        | -    | RADWIMPS                    |
| 2  | 2004년 7월 22일  | 키세키 (祈跡 기적[*])                                                                                      | 126      | -    | RADWIMPS 2                  |
| 3  | 2005년 5월 25일  | 헷쿠슌 / 카나시 (へっくしゅん/愛し(かなし) Hexun / 몸에 번져 사랑스럽다는 고어[*])                         | 168      | -    | RADWIMPS 3 / RADWIMPS 2     |
| 4  | 2005년 11월 23일 | 25코메노 센쇼쿠타이 (25ｺ目の染色体 25개의 염색체[*])                                                       | 45       | -    | RADWIMPS 3                  |
| 5  | 2006년 1월 18일  | EDP ~톤데 히니 이루 나츠노 키미~ (イーディーピー ~飛んで火に入る夏の君~ EDP ~불로 뛰어드는 여름의 그대[*]) | 32       | -    | RADWIMPS 3                  |
| 6  | 2006년 5월 17일  | 후타리고토 (ふたりごと 우리 둘[*])                                                                         | 16       | -    | RADWIMPS 4                  |
| 7  | 2006년 7월 26일  | 유신론 (有心論 유심론[*])                                                                                  | 13       | -    | RADWIMPS 4                  |
| 8  | 2006년 11월 8일  | 세츠나렌사 (セツナレンサ 애절함 연쇄, 찰나 연쇄[*])                                                        | 4        | -    | RADWIMPS 4                  |
| 9  | 2008년 1월 23일  | 오더메이드 (オーダーメイド 주문 생산, Order made[*])                                                       | 1        | 골드 | 아루토코로니노 데이리       |
| 10 | 2010년 6월 30일  | 게이타이 덴와 (携帯電話 휴대전화[*])                                                                       | 3        | -    | 絶体絶命                    |
| 11 | 2010년 6월 30일  | 매니페스토 (マニフェスト)                                                                                  | 2        | -    | 미수록                      |
| 12 | 2011년 1월 12일  | DADA (だぁだぁ 다다[*])                                                                                    | 1        | 골드 | 絶体絶命                    |
| 13 | 2011년 2월 9일   | 쿄우신쇼우 (狭心症 협심증[*])                                                                              | 2        | 골드 | 絶体絶命                    |
| 14 | 2012년 8월 1일   | シュプレヒコール                                                                                           | 4        | -    | 미수록                      |
| 15 | 2013년 3월 27일  | ドリーマーズ・ハイ                                                                                         | 6        | -    | ×と○と罪と                  |
| 16 | 2013년 10월 16일 | 五月の蝿/ラストバージン                                                                                    | 3        | -    | ×と○と罪と                  |
| 17 | 2015년 6월 10일  | ピクニック                                                                                                 | 7        | -    | 미수록                      |
| 18 | 2015년 11월 25일 | 記号として/‘I’ Novel                                                                                       | 13       | -    | 인간개화                    |
| 19 | 2017년 2월 22일  | 君の名は。English edition                                                                                  | 6        | -    | Your name. (deluxe edition) |
| 20 | 2017년 5월 10일  | サイハテアイニ/洗脳                                                                                        | 2        | -    | Anti Anti Generation        |
| 21 | 2018년 2월 21일  | Mountain Top/Shape Of Miracle                                                                              | 10       | -    | Anti Anti Generation/미수록 |
| 22 | 2018년 6월 6일   | カタルシスト                                                                                               | 5        | -    | Anti Anti Generation        |

### 정규 음반
|    | 앨범발매일       | 제목 | 최고순위 | 인증     |
| -- | ---------------- | --- | -------- | -------- |
| 1  | 2003년 7월 1일   | RADWIMPS | 86       | 골드     |
| 2  | 2005년 3월 8일   | RADWIMPS 2 ~핫텐토죠~ (RADWIMPS 2 ~発展途上 발전도상[*]~)                                                                        | 80       | -        |
| 3  | 2006년 2월 15일  | RADWIMPS 3 ~무진토니못데이키와스레타 이치마이~ (RADWIMPS 3 ~無人島に持っていき忘れた一枚 무인도에 가져가는것을 잊어버린 1장[*]~) | 13       | 플래티넘 |
| 4  | 2006년 12월 6일  | RADWIMPS 4 ~오카즈노고한~ (RADWIMPS 4 ~おかずのごはん 반찬과 밥[*]~)                                                             | 5        | 플래티넘 |
| 5  | 2009년 3월 11일  | 아루토코로니노 데이리 (アルトコロニーの定理 아루토코로니의 정리[*])                                                              | 2        | 플래티넘 |
| 6  | 2011년 3월 9일   | 젯타이 제츠메이 (「絶体絶命 (절체절명)」)                                                                                        | 2        | 플래티넘 |
| 7  | 2013년 12월 11일 | 바쓰토 마루토 쓰미토 (×と○と罪と (×와 ○와 죄와))                                                                                 | 2        | 플래티넘 |
| 8  | 2016년 12월 23일 | 인간개화 (人間開花) | 1        | 골드     |
| 9  | 2018년 12월 12일 | Anti Anti Generation | 1        | 골드     |
| 10 | 2021년 11월 23일 | FOREVER DAZE | 3        |          |

### 사운드트랙
|   | 앨범발매일       | 제목                                                               | 최고순위 | 인증          |
| - | ---------------- | ------------------------------------------------------------------ | -------- | ------------- |
| 1 | 2016년 8월 24일  | 너의 이름은. (君の名は。your name.)                                | 1        | 더블 플래티넘 |
| 2 | 2019년 7월 19일  | 날씨의 아이 (天気の子)                                             | 2        | 골드          |
| 3 | 2019년 11월 27일 | 날씨의 아이 complete version (天気の子 complete version)           | 2        | -             |
| 4 | 2022년 3월 4일   | 여명 10년 ~Original Soundtrack~ (余命10年 〜Original Soundtrack〜) | TBA      | TBA           |
| 5 | 2022년 11월 22일 | 스즈메의 문단속 (すずめの戸締まり)                                 | 7        |               |

프랑켄슈타인의 사랑 ost 저는 인간이 아니에요(僕は 人間じゃ ないです。)
날씨의 아이
(GRAND ESCAPE)
(大じょぶ)
(風の 声)
(愛に 出来ることは まだあるかい)

### DVD
1. RADWIMPS 4.5 (2007년 2월 7일)
  - 뮤직비디오 모음집
  - 최고 순위 1위
2. 나마하루마키 (生春巻き 월남쌈[*], 2007년 7월 11일)
  - 공연 DVD
  - 최고 순위 2위
  - 음반 판매량 인증: 골드[12]
3. 절체연명 (絶体延命, 2012년 1월 11일)
  - 공연 DVD

## 같이 보기
- 일본의 록 음악